# Neptune's Bellows

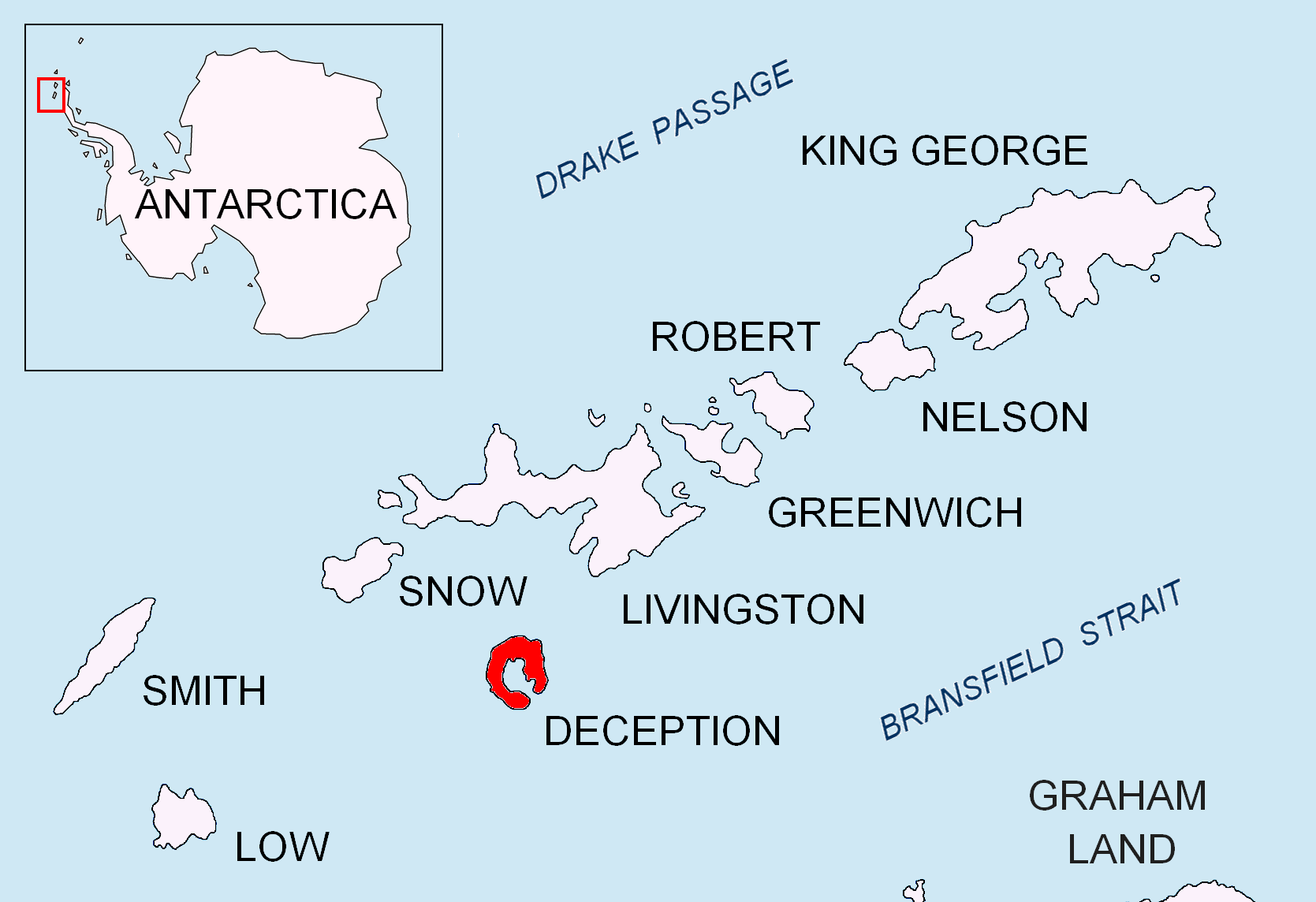
La posizione dell'Isola Deception nelle Isole Shetland Meridionali, in Antartide.

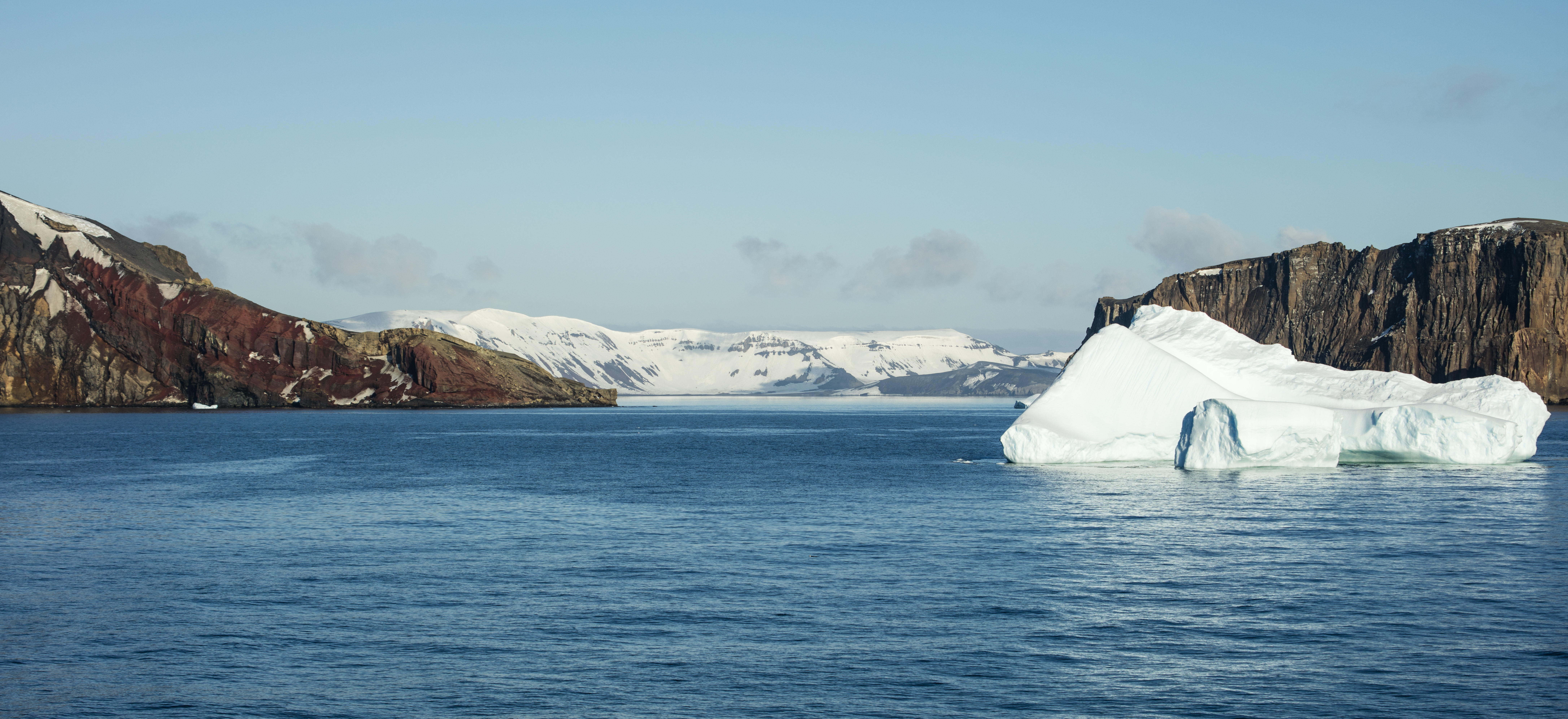
Neptune’s Bellows, entrata alla baia interna dell'Isola Deception, nel (2016)

Neptune's Bellows (in inglese: Mantice di Nettuno) è un canale situato nella parte sudorientale dell'Isola Deception, nelle Isole Shetland Meridionali, in Antartide. 
Il passaggio forma l'entrata alla grande baia di Port Foster, la vasta insenatura circolare posta al centro del grande anello che racchiude l'antica caldera vulcanica, ora allagata, posta al centro dell'isola.

## Localizzazione
Neptune's Bellows è localizzata alle coordinate 63°00′S 60°34′W.

## Denominazione
La denominazione del canale, che in lingua inglese significa Mantice di Nettuno, fa riferimento al mitologico dio Nettuno, la divinità romana dell'Oceano e dei Mari; la denominazione era in uso presso i cacciatori di foche americani già prima del 1822, ed era stata assegnata a causa delle forti raffiche di vento che si incontrano quando si cerca di entrare in questo stretto canale.